# 村田和志
村田 和志（むらた かずし、2002年4月22日 - ）は、ジャパンラグビーリーグワン豊田自動織機シャトルズ愛知に所属するラグビーユニオン選手。

## 経歴
6歳の時に亀岡ラグビースクール（京都府亀岡市）でラグビーを始める。
京都成章高等学校では、3年時に花園（全国高等学校ラグビーフットボール大会）にロックで出場した。
東海大学では、3年時ではフッカーまたはフランカーで、4年時でフッカーとして、大学選手権に出場した。
2025年2月4日、ジャパンラグビーリーグワン豊田自動織機シャトルズ愛知への加入を発表した。同年3月、東海大学卒業。